# Cosmic disco
Per cosmic disco (a volte abbreviato cosmic e anche noto come afro cosmic, afro disco, cosmic sound e afro-funky) si intende uno stile di musica dance.
Caratterizzata da un marcato uso del sintetizzatore ed ispirata a varie forme di musica africana, la cosmic disco venne inventata nel Nord Italia lungo la fine degli anni settanta e mantenne stabile la sua notorietà fino alla metà del decennio seguente. I disc jockey afro-cosmic Daniele Baldelli, Tosi Brandi Claudio e Marco Maldi sono considerati gli inventori della stilistica.
Lo stile prende il nome dall'omonima discoteca di Lazise, presso il lago di Garda.

## Caratteristiche
La cosmic disco presenta un ritmo che spazia dai novanta ai centodieci battiti per minuto e contaminazioni electro, funk, fusion e brasiliane. Peter Shapiro definisce la musica di Baldelli "una combinazione di rock sballato e percussioni tribali". Baldelli afferma anche che uno stile non incorporato fra le sue influenze è la italo disco, che giudica "troppo mainstream e commerciale". Daniel Wang descrisse nel 2005 lo stile del DJ romagnolo:
 Nella stessa intervista Baldelli afferma: